# Скворцов, Андрей Аркадьевич
Андрей Аркадьевич Скворцов (1894—1943) — гвардии красноармеец Красной Армии, Герой Советского Союза (1943, посмертно).

## Биография
Родился в 1894 (по другим данным — в 1895) году в селе Страли (ныне — Скворцово, Нижегородская область). Окончил сельскую школу. Участвовал в Первой мировой войне, принимал участие в боях под Перемышлем.
В 1918 году добровольно вступил в ряды Красной Армии. Лично участвовал в национализации земли, подавлении кулацких мятежей, получил тяжёлое ранение и после выздоровления вернулся домой. Проживал в посёлке Ветлужский, участвовал в коллективизации. С 1935 года был председателем Макариевского сельсовета Варнавинского района, в 1940 году вступил в ВКП(б).
С октября 1942 года — в рядах действующей армии, участвовал в боях за освобождение левобережной Украины, где и отличился. 2 марта 1943 года Скворцов в составе своего подразделения, которым командовал гвардии лейтенант Широнин, принимал участие в отражении атак немецких войск при поддержке танков и бронемашин на железнодорожном переезде на окраине села Тарановка Змиевского района Харьковской области. В течение дня взводом были отбиты семь атак. Во время одной из них раненый Скворцов с близкого расстояния подорвал самоходное орудие, в результате чего погиб от осколков. Взвод погиб практически в полном составе, но не допустил захвата врагами переезда — к вечеру подошедшее подкрепление отбило атаки. Все участники боя, в том числе и Скворцов, были посмертно представлены к награждению званием Героя Советского Союза. 
Указом Президиума Верховного Совета СССР «О присвоении звания Героя Советского Союза начальствующему и рядовому составу Красной Армии» от 18 мая 1943 года за  «образцовое выполнение боевых заданий командования на фронте борьбы с немецкими захватчиками и проявленные при этом отвагу и геройство» удостоен посмертно звания Героя Советского Союза. 
Был похоронен вместе со своим подразделением в братской могиле в селе Тарановка.

## Память
- На месте боя в Тарановке был установлен памятник героям-широнинцам.
- Именем героев был назван морской танкер.
- В Нижнем Новгороде на стене у Вечного огня увековечено имя Героя.
- Село Страли переименована в Скворцово в память о Герое.